# Jagtslottet
Jagtslottet är en berättelse av Carl Jonas Love Almqvist. Den utgör band I av den så kallade duodesupplagan av Törnrosens bok, utgivet 1833, och inleder även band I av imperialoktavupplagan, från 1839. På titelbladet anges genrebeteckningen ”Romantisk Berättelse ur Närvarande Tid”, och den kan i princip klassificeras som kortroman. Titeln ’’Jagtslottet’’ anspelar på att den introducerar det slott där många av verken inom Törnrosens bok berättas och diskuteras.  Romanen utgör tillsammans med Hinden och Baron Julius K* den så kallade “slottskrönikan”, som handlar om de människor som vistas på slottet, en handling som annars fungerar som ram till andra berättelser.